# 1962年のワールドシリーズ
1962年の野球において、メジャーリーグベースボール（MLB）優勝決定戦の第59回ワールドシリーズ（英語: 59th World Series）は、10月4日から16日にかけて計7試合が開催された。その結果、ニューヨーク・ヤンキース（アメリカンリーグ）がサンフランシスコ・ジャイアンツ（ナショナルリーグ）を4勝3敗で下し、2年連続20回目の優勝を果たした。
両球団の対戦は1951年以来11年ぶり7度目で、ヤンキース対ロサンゼルス・ドジャースと並ぶ歴代最多タイ。ただ、ジャイアンツが本拠地都市をニューヨーク州ニューヨーク市マンハッタン区からカリフォルニア州サンフランシスコに移してからは、今回が初めての対戦である。その結果、両球団本拠地間の距離は2,568マイル（約4,132.7km）で、当時のワールドシリーズ史上最長記録となった。シリーズMVPには、最終第7戦に先発登板して完封勝利を挙げるなど、3試合25.0イニングで2勝1敗・防御率1.80という成績を残したヤンキースのラルフ・テリーが選出された。

## 試合結果
1962年のワールドシリーズは10月4日に開幕し、途中に移動日と雨天順延を挟んで13日間で7試合が行われた。日程・結果は以下の通り。
| 日付                                                     | 試合  | ビジター球団（先攻）           | スコア   | ホーム球団（後攻）             | 開催球場                      | 開催球場                                            |
| -------------------------------------------------------- | ----- | ------------------------------ | -------- | ------------------------------ | ----------------------------- | --------------------------------------------------- |
| 10月04日（木）                                           | 第1戦 | ニューヨーク・ヤンキース       | 6－2     | サンフランシスコ・ジャイアンツ | キャンドルスティック・ パーク | キャンドルスティック・ · パークヤンキー・スタジアム |
| 10月05日（金）                                           | 第2戦 | ニューヨーク・ヤンキース       | 0－2     | サンフランシスコ・ジャイアンツ | キャンドルスティック・ パーク | キャンドルスティック・ · パークヤンキー・スタジアム |
| 10月06日（土）                                           |       | 移動日                         | 移動日   | 移動日                         |                               | キャンドルスティック・ · パークヤンキー・スタジアム |
| 10月07日（日）                                           | 第3戦 | サンフランシスコ・ジャイアンツ | 2－3     | ニューヨーク・ヤンキース       | ヤンキー・スタジアム          | キャンドルスティック・ · パークヤンキー・スタジアム |
| 10月08日（月）                                           | 第4戦 | サンフランシスコ・ジャイアンツ | 7－3     | ニューヨーク・ヤンキース       | ヤンキー・スタジアム          | キャンドルスティック・ · パークヤンキー・スタジアム |
| 10月09日（火）                                           | 第5戦 | 雨天順延                       | 雨天順延 | 雨天順延                       | ヤンキー・スタジアム          | キャンドルスティック・ · パークヤンキー・スタジアム |
| 10月10日（水）                                           | 第5戦 | サンフランシスコ・ジャイアンツ | 3－5     | ニューヨーク・ヤンキース       | ヤンキー・スタジアム          | キャンドルスティック・ · パークヤンキー・スタジアム |
| 10月11日（木）                                           |       | 移動日                         | 移動日   | 移動日                         |                               | キャンドルスティック・ · パークヤンキー・スタジアム |
| 10月12日（金）                                           | 第6戦 | 雨天順延                       | 雨天順延 | 雨天順延                       | キャンドルスティック・ パーク | キャンドルスティック・ · パークヤンキー・スタジアム |
| 10月13日（土）                                           | 第6戦 | 雨天順延                       | 雨天順延 | 雨天順延                       | キャンドルスティック・ パーク | キャンドルスティック・ · パークヤンキー・スタジアム |
| 10月14日（日）                                           | 第6戦 | 雨天順延                       | 雨天順延 | 雨天順延                       | キャンドルスティック・ パーク | キャンドルスティック・ · パークヤンキー・スタジアム |
| 10月15日（月）                                           | 第6戦 | ニューヨーク・ヤンキース       | 2－5     | サンフランシスコ・ジャイアンツ | キャンドルスティック・ パーク | キャンドルスティック・ · パークヤンキー・スタジアム |
| 10月16日（火）                                           | 第7戦 | ニューヨーク・ヤンキース       | 1－0     | サンフランシスコ・ジャイアンツ | キャンドルスティック・ パーク | キャンドルスティック・ · パークヤンキー・スタジアム |
| 優勝：ニューヨーク・ヤンキース（4勝3敗 / 2年連続20度目） |       |                                |          |                                |                               | キャンドルスティック・ · パークヤンキー・スタジアム |

### 第1戦 10月4日
- キャンドルスティック・パーク（カリフォルニア州サンフランシスコ）

|                                | 1 | 2 | 3 | 4 | 5 | 6 | 7 | 8 | 9 | R | H  | E |
| ------------------------------ | - | - | - | - | - | - | - | - | - | - | -- | - |
| ニューヨーク・ヤンキース       | 2 | 0 | 0 | 0 | 0 | 0 | 1 | 2 | 1 | 6 | 11 | 0 |
| サンフランシスコ・ジャイアンツ | 0 | 1 | 1 | 0 | 0 | 0 | 0 | 0 | 0 | 2 | 10 | 0 |

1. 勝利：ホワイティー・フォード（1勝）
2. 敗戦：ビリー・オデル（1敗）
3. 本塁打
NYY：クリート・ボイヤー1号ソロ
4. 審判
［球審］アル・バーリック（NL）
［塁審］一塁: チャーリー・ベリー（AL）、二塁: スタン・ランズ（NL）、三塁: ジム・ホノチック（AL）
［外審］左翼: ケン・バークハート（NL）、右翼: ハンク・ソアー（AL）
5. 試合時間: 2時間43分  観客: 4万3852人
詳細: MLB.com Gameday / Baseball-Reference.com

| ニューヨーク・ヤンキース | ニューヨーク・ヤンキース | ニューヨーク・ヤンキース | ニューヨーク・ヤンキース | ニューヨーク・ヤンキース                                                                                      | サンフランシスコ・ジャイアンツ | サンフランシスコ・ジャイアンツ | サンフランシスコ・ジャイアンツ | サンフランシスコ・ジャイアンツ | サンフランシスコ・ジャイアンツ                                                               |
| ------------------------ | ------------------------ | ------------------------ | ------------------------ | --- | ------------------------------ | ------------------------------ | ------------------------------ | ------------------------------ | -------------------------------------------------------------------------------------------- |
| 打順                     | 守備                     | 選手                     | 打席                     | W・フォードE・ハワードB・スコウロンB・リチャードソンC・ボイヤーT・クーベックT・トレッシュM・マントルR・マリス | 打順                           | 守備                           | 選手                           | 打席                           | B・オデルE・ベイリーO・セペダC・ヒラーJ・ダベン · ポートJ・パガンH・キーンW・メイズF・アルー |
| 1                        | 遊                       | T・クーベック            | 左                       | W・フォードE・ハワードB・スコウロンB・リチャードソンC・ボイヤーT・クーベックT・トレッシュM・マントルR・マリス | 1                              | 左                             | H・キーン                      | 右                             | B・オデルE・ベイリーO・セペダC・ヒラーJ・ダベン · ポートJ・パガンH・キーンW・メイズF・アルー |
| 2                        | 二                       | B・リチャードソン        | 右                       | W・フォードE・ハワードB・スコウロンB・リチャードソンC・ボイヤーT・クーベックT・トレッシュM・マントルR・マリス | 2                              | 二                             | C・ヒラー                      | 左                             | B・オデルE・ベイリーO・セペダC・ヒラーJ・ダベン · ポートJ・パガンH・キーンW・メイズF・アルー |
| 3                        | 左                       | T・トレッシュ            | 両                       | W・フォードE・ハワードB・スコウロンB・リチャードソンC・ボイヤーT・クーベックT・トレッシュM・マントルR・マリス | 3                              | 右                             | F・アルー                      | 右                             | B・オデルE・ベイリーO・セペダC・ヒラーJ・ダベン · ポートJ・パガンH・キーンW・メイズF・アルー |
| 4                        | 中                       | M・マントル              | 両                       | W・フォードE・ハワードB・スコウロンB・リチャードソンC・ボイヤーT・クーベックT・トレッシュM・マントルR・マリス | 4                              | 中                             | W・メイズ                      | 右                             | B・オデルE・ベイリーO・セペダC・ヒラーJ・ダベン · ポートJ・パガンH・キーンW・メイズF・アルー |
| 5                        | 右                       | R・マリス                | 左                       | W・フォードE・ハワードB・スコウロンB・リチャードソンC・ボイヤーT・クーベックT・トレッシュM・マントルR・マリス | 5                              | 一                             | O・セペダ                      | 右                             | B・オデルE・ベイリーO・セペダC・ヒラーJ・ダベン · ポートJ・パガンH・キーンW・メイズF・アルー |
| 6                        | 捕                       | E・ハワード              | 右                       | W・フォードE・ハワードB・スコウロンB・リチャードソンC・ボイヤーT・クーベックT・トレッシュM・マントルR・マリス | 6                              | 三                             | J・ダベンポート                | 右                             | B・オデルE・ベイリーO・セペダC・ヒラーJ・ダベン · ポートJ・パガンH・キーンW・メイズF・アルー |
| 7                        | 一                       | B・スコウロン            | 右                       | W・フォードE・ハワードB・スコウロンB・リチャードソンC・ボイヤーT・クーベックT・トレッシュM・マントルR・マリス | 7                              | 捕                             | E・ベイリー                    | 左                             | B・オデルE・ベイリーO・セペダC・ヒラーJ・ダベン · ポートJ・パガンH・キーンW・メイズF・アルー |
| 8                        | 三                       | C・ボイヤー              | 右                       | W・フォードE・ハワードB・スコウロンB・リチャードソンC・ボイヤーT・クーベックT・トレッシュM・マントルR・マリス | 8                              | 遊                             | J・パガン                      | 右                             | B・オデルE・ベイリーO・セペダC・ヒラーJ・ダベン · ポートJ・パガンH・キーンW・メイズF・アルー |
| 9                        | 投                       | W・フォード              | 左                       | W・フォードE・ハワードB・スコウロンB・リチャードソンC・ボイヤーT・クーベックT・トレッシュM・マントルR・マリス | 9                              | 投                             | B・オデル                      | 両                             | B・オデルE・ベイリーO・セペダC・ヒラーJ・ダベン · ポートJ・パガンH・キーンW・メイズF・アルー |
| 先発投手                 | 先発投手                 | 先発投手                 | 投球                     | W・フォードE・ハワードB・スコウロンB・リチャードソンC・ボイヤーT・クーベックT・トレッシュM・マントルR・マリス | 先発投手                       | 先発投手                       | 先発投手                       | 投球                           | B・オデルE・ベイリーO・セペダC・ヒラーJ・ダベン · ポートJ・パガンH・キーンW・メイズF・アルー |
| W・フォード              | W・フォード              | W・フォード              | 左                       | W・フォードE・ハワードB・スコウロンB・リチャードソンC・ボイヤーT・クーベックT・トレッシュM・マントルR・マリス | B・オデル                      | B・オデル                      | B・オデル                      | 左                             | B・オデルE・ベイリーO・セペダC・ヒラーJ・ダベン · ポートJ・パガンH・キーンW・メイズF・アルー |

### 第2戦 10月5日
- キャンドルスティック・パーク（カリフォルニア州サンフランシスコ）

|                                | 1 | 2 | 3 | 4 | 5 | 6 | 7 | 8 | 9 | R | H | E |
| ------------------------------ | - | - | - | - | - | - | - | - | - | - | - | - |
| ニューヨーク・ヤンキース       | 0 | 0 | 0 | 0 | 0 | 0 | 0 | 0 | 0 | 0 | 3 | 1 |
| サンフランシスコ・ジャイアンツ | 1 | 0 | 0 | 0 | 0 | 0 | 1 | 0 | X | 2 | 6 | 0 |

1. 勝利：ジャック・サンフォード（1勝）
2. 敗戦：ラルフ・テリー（1敗）
3. 本塁打
SF：ウィリー・マッコビー1号ソロ
4. 審判
［球審］チャーリー・ベリー（AL）
［塁審］一塁: スタン・ランズ（NL）、二塁: ジム・ホノチック（AL）、三塁: アル・バーリック（NL）
［外審］左翼: ケン・バークハート（NL）、右翼: ハンク・ソアー（AL）
5. 試合時間: 2時間11分  観客: 4万3910人
詳細: MLB.com Gameday / Baseball-Reference.com

| ニューヨーク・ヤンキース | ニューヨーク・ヤンキース | ニューヨーク・ヤンキース | ニューヨーク・ヤンキース | ニューヨーク・ヤンキース                                                                            | サンフランシスコ・ジャイアンツ | サンフランシスコ・ジャイアンツ | サンフランシスコ・ジャイアンツ | サンフランシスコ・ジャイアンツ | サンフランシスコ・ジャイアンツ                                                                       |
| ------------------------ | ------------------------ | ------------------------ | ------------------------ | --------------------------------------------------------------------------------------------------- | ------------------------------ | ------------------------------ | ------------------------------ | ------------------------------ | --- |
| 打順                     | 守備                     | 選手                     | 打席                     | R・テリーY・ベラD・ロングB・リチャードソンC・ボイヤーT・クーベックT・トレッシュM・マントルR・マリス | 打順                           | 守備                           | 選手                           | 打席                           | J・サンフォードT・ハラーW・マッコビーC・ヒラーJ・ダベン · ポートJ・パガンM・アルーW・メイズF・アルー |
| 1                        | 遊                       | T・クーベック            | 左                       | R・テリーY・ベラD・ロングB・リチャードソンC・ボイヤーT・クーベックT・トレッシュM・マントルR・マリス | 1                              | 二                             | C・ヒラー                      | 左                             | J・サンフォードT・ハラーW・マッコビーC・ヒラーJ・ダベン · ポートJ・パガンM・アルーW・メイズF・アルー |
| 2                        | 二                       | B・リチャードソン        | 右                       | R・テリーY・ベラD・ロングB・リチャードソンC・ボイヤーT・クーベックT・トレッシュM・マントルR・マリス | 2                              | 右                             | F・アルー                      | 右                             | J・サンフォードT・ハラーW・マッコビーC・ヒラーJ・ダベン · ポートJ・パガンM・アルーW・メイズF・アルー |
| 3                        | 左                       | T・トレッシュ            | 両                       | R・テリーY・ベラD・ロングB・リチャードソンC・ボイヤーT・クーベックT・トレッシュM・マントルR・マリス | 3                              | 左                             | M・アルー                      | 左                             | J・サンフォードT・ハラーW・マッコビーC・ヒラーJ・ダベン · ポートJ・パガンM・アルーW・メイズF・アルー |
| 4                        | 中                       | M・マントル              | 両                       | R・テリーY・ベラD・ロングB・リチャードソンC・ボイヤーT・クーベックT・トレッシュM・マントルR・マリス | 4                              | 中                             | W・メイズ                      | 右                             | J・サンフォードT・ハラーW・マッコビーC・ヒラーJ・ダベン · ポートJ・パガンM・アルーW・メイズF・アルー |
| 5                        | 右                       | R・マリス                | 左                       | R・テリーY・ベラD・ロングB・リチャードソンC・ボイヤーT・クーベックT・トレッシュM・マントルR・マリス | 5                              | 一                             | W・マッコビー                  | 左                             | J・サンフォードT・ハラーW・マッコビーC・ヒラーJ・ダベン · ポートJ・パガンM・アルーW・メイズF・アルー |
| 6                        | 捕                       | Y・ベラ                  | 左                       | R・テリーY・ベラD・ロングB・リチャードソンC・ボイヤーT・クーベックT・トレッシュM・マントルR・マリス | 6                              | 捕                             | T・ハラー                      | 左                             | J・サンフォードT・ハラーW・マッコビーC・ヒラーJ・ダベン · ポートJ・パガンM・アルーW・メイズF・アルー |
| 7                        | 一                       | D・ロング                | 左                       | R・テリーY・ベラD・ロングB・リチャードソンC・ボイヤーT・クーベックT・トレッシュM・マントルR・マリス | 7                              | 三                             | J・ダベンポート                | 右                             | J・サンフォードT・ハラーW・マッコビーC・ヒラーJ・ダベン · ポートJ・パガンM・アルーW・メイズF・アルー |
| 8                        | 三                       | C・ボイヤー              | 右                       | R・テリーY・ベラD・ロングB・リチャードソンC・ボイヤーT・クーベックT・トレッシュM・マントルR・マリス | 8                              | 遊                             | J・パガン                      | 右                             | J・サンフォードT・ハラーW・マッコビーC・ヒラーJ・ダベン · ポートJ・パガンM・アルーW・メイズF・アルー |
| 9                        | 投                       | R・テリー                | 右                       | R・テリーY・ベラD・ロングB・リチャードソンC・ボイヤーT・クーベックT・トレッシュM・マントルR・マリス | 9                              | 投                             | J・サンフォード                | 右                             | J・サンフォードT・ハラーW・マッコビーC・ヒラーJ・ダベン · ポートJ・パガンM・アルーW・メイズF・アルー |
| 先発投手                 | 先発投手                 | 先発投手                 | 投球                     | R・テリーY・ベラD・ロングB・リチャードソンC・ボイヤーT・クーベックT・トレッシュM・マントルR・マリス | 先発投手                       | 先発投手                       | 先発投手                       | 投球                           | J・サンフォードT・ハラーW・マッコビーC・ヒラーJ・ダベン · ポートJ・パガンM・アルーW・メイズF・アルー |
| R・テリー                | R・テリー                | R・テリー                | 右                       | R・テリーY・ベラD・ロングB・リチャードソンC・ボイヤーT・クーベックT・トレッシュM・マントルR・マリス | J・サンフォード                | J・サンフォード                | J・サンフォード                | 右                             | J・サンフォードT・ハラーW・マッコビーC・ヒラーJ・ダベン · ポートJ・パガンM・アルーW・メイズF・アルー |

### 第3戦 10月7日
- ヤンキー・スタジアム（ニューヨーク州ニューヨーク市ブロンクス区）

|                                | 1 | 2 | 3 | 4 | 5 | 6 | 7 | 8 | 9 | R | H | E |
| ------------------------------ | - | - | - | - | - | - | - | - | - | - | - | - |
| サンフランシスコ・ジャイアンツ | 0 | 0 | 0 | 0 | 0 | 0 | 0 | 0 | 2 | 2 | 4 | 3 |
| ニューヨーク・ヤンキース       | 0 | 0 | 0 | 0 | 0 | 0 | 3 | 0 | X | 3 | 5 | 1 |

1. 勝利：ビル・スタッフォード（1勝）
2. 敗戦：ビリー・ピアース（1敗）
3. 本塁打
SF：エド・ベイリー1号2ラン
4. 審判
［球審］スタン・ランズ（NL）
［塁審］一塁: ジム・ホノチック（AL）、二塁: アル・バーリック（NL）、三塁: チャーリー・ベリー（AL）
［外審］左翼: ハンク・ソアー（AL）、右翼: ケン・バークハート（NL）
5. 試合時間: 2時間6分  観客: 7万1434人
詳細: MLB.com Gameday / Baseball-Reference.com

| サンフランシスコ・ジャイアンツ | サンフランシスコ・ジャイアンツ | サンフランシスコ・ジャイアンツ | サンフランシスコ・ジャイアンツ | サンフランシスコ・ジャイアンツ                                                                     | ニューヨーク・ヤンキース | ニューヨーク・ヤンキース | ニューヨーク・ヤンキース | ニューヨーク・ヤンキース | ニューヨーク・ヤンキース                                                                                            |
| ------------------------------ | ------------------------------ | ------------------------------ | ------------------------------ | -------------------------------------------------------------------------------------------------- | ------------------------ | ------------------------ | ------------------------ | ------------------------ | --- |
| 打順                           | 守備                           | 選手                           | 打席                           | B・ピアースE・ベイリーO・セペダC・ヒラーJ・ダベン · ポートJ・パガンF・アルーW・メイズW・マッコビー | 打順                     | 守備                     | 選手                     | 打席                     | B・スタッフォードE・ハワードB・スコウロンB・リチャードソンC・ボイヤーT・クーベックT・トレッシュM・マントルR・マリス |
| 1                              | 左                             | F・アルー                      | 右                             | B・ピアースE・ベイリーO・セペダC・ヒラーJ・ダベン · ポートJ・パガンF・アルーW・メイズW・マッコビー | 1                        | 遊                       | T・クーベック            | 左                       | B・スタッフォードE・ハワードB・スコウロンB・リチャードソンC・ボイヤーT・クーベックT・トレッシュM・マントルR・マリス |
| 2                              | 二                             | C・ヒラー                      | 左                             | B・ピアースE・ベイリーO・セペダC・ヒラーJ・ダベン · ポートJ・パガンF・アルーW・メイズW・マッコビー | 2                        | 二                       | B・リチャードソン        | 右                       | B・スタッフォードE・ハワードB・スコウロンB・リチャードソンC・ボイヤーT・クーベックT・トレッシュM・マントルR・マリス |
| 3                              | 中                             | W・メイズ                      | 右                             | B・ピアースE・ベイリーO・セペダC・ヒラーJ・ダベン · ポートJ・パガンF・アルーW・メイズW・マッコビー | 3                        | 左                       | T・トレッシュ            | 両                       | B・スタッフォードE・ハワードB・スコウロンB・リチャードソンC・ボイヤーT・クーベックT・トレッシュM・マントルR・マリス |
| 4                              | 右                             | W・マッコビー                  | 左                             | B・ピアースE・ベイリーO・セペダC・ヒラーJ・ダベン · ポートJ・パガンF・アルーW・メイズW・マッコビー | 4                        | 中                       | M・マントル              | 両                       | B・スタッフォードE・ハワードB・スコウロンB・リチャードソンC・ボイヤーT・クーベックT・トレッシュM・マントルR・マリス |
| 5                              | 一                             | O・セペダ                      | 右                             | B・ピアースE・ベイリーO・セペダC・ヒラーJ・ダベン · ポートJ・パガンF・アルーW・メイズW・マッコビー | 5                        | 右                       | R・マリス                | 左                       | B・スタッフォードE・ハワードB・スコウロンB・リチャードソンC・ボイヤーT・クーベックT・トレッシュM・マントルR・マリス |
| 6                              | 捕                             | E・ベイリー                    | 左                             | B・ピアースE・ベイリーO・セペダC・ヒラーJ・ダベン · ポートJ・パガンF・アルーW・メイズW・マッコビー | 6                        | 捕                       | E・ハワード              | 右                       | B・スタッフォードE・ハワードB・スコウロンB・リチャードソンC・ボイヤーT・クーベックT・トレッシュM・マントルR・マリス |
| 7                              | 三                             | J・ダベンポート                | 右                             | B・ピアースE・ベイリーO・セペダC・ヒラーJ・ダベン · ポートJ・パガンF・アルーW・メイズW・マッコビー | 7                        | 一                       | B・スコウロン            | 右                       | B・スタッフォードE・ハワードB・スコウロンB・リチャードソンC・ボイヤーT・クーベックT・トレッシュM・マントルR・マリス |
| 8                              | 遊                             | J・パガン                      | 右                             | B・ピアースE・ベイリーO・セペダC・ヒラーJ・ダベン · ポートJ・パガンF・アルーW・メイズW・マッコビー | 8                        | 三                       | C・ボイヤー              | 右                       | B・スタッフォードE・ハワードB・スコウロンB・リチャードソンC・ボイヤーT・クーベックT・トレッシュM・マントルR・マリス |
| 9                              | 投                             | B・ピアース                    | 左                             | B・ピアースE・ベイリーO・セペダC・ヒラーJ・ダベン · ポートJ・パガンF・アルーW・メイズW・マッコビー | 9                        | 投                       | B・スタッフォード        | 右                       | B・スタッフォードE・ハワードB・スコウロンB・リチャードソンC・ボイヤーT・クーベックT・トレッシュM・マントルR・マリス |
| 先発投手                       | 先発投手                       | 先発投手                       | 投球                           | B・ピアースE・ベイリーO・セペダC・ヒラーJ・ダベン · ポートJ・パガンF・アルーW・メイズW・マッコビー | 先発投手                 | 先発投手                 | 先発投手                 | 投球                     | B・スタッフォードE・ハワードB・スコウロンB・リチャードソンC・ボイヤーT・クーベックT・トレッシュM・マントルR・マリス |
| B・ピアース                    | B・ピアース                    | B・ピアース                    | 左                             | B・ピアースE・ベイリーO・セペダC・ヒラーJ・ダベン · ポートJ・パガンF・アルーW・メイズW・マッコビー | B・スタッフォード        | B・スタッフォード        | B・スタッフォード        | 右                       | B・スタッフォードE・ハワードB・スコウロンB・リチャードソンC・ボイヤーT・クーベックT・トレッシュM・マントルR・マリス |

### 第4戦 10月8日
- ヤンキー・スタジアム（ニューヨーク州ニューヨーク市ブロンクス区）

|                                | 1 | 2 | 3 | 4 | 5 | 6 | 7 | 8 | 9 | R | H | E |
| ------------------------------ | - | - | - | - | - | - | - | - | - | - | - | - |
| サンフランシスコ・ジャイアンツ | 0 | 2 | 0 | 0 | 0 | 0 | 4 | 0 | 1 | 7 | 9 | 1 |
| ニューヨーク・ヤンキース       | 0 | 0 | 0 | 0 | 0 | 2 | 0 | 0 | 1 | 3 | 9 | 1 |

1. 勝利：ドン・ラーセン（1勝）
2. セーブ：ジミー・オデル（1敗1S）[注 2]
3. 敗戦：ジム・コーツ（1敗）
4. 本塁打
SF：トム・ハラー1号2ラン、チャック・ヒラー1号満塁
5. 審判
［球審］ジム・ホノチック（AL）
［塁審］一塁: アル・バーリック（NL）、二塁: チャーリー・ベリー（AL）、三塁: スタン・ランズ（NL）
［外審］左翼: ハンク・ソアー（AL）、右翼: ケン・バークハート（NL）
6. 試合時間: 2時間55分  観客: 6万6607人
詳細: MLB.com Gameday / Baseball-Reference.com

| サンフランシスコ・ジャイアンツ | サンフランシスコ・ジャイアンツ | サンフランシスコ・ジャイアンツ | サンフランシスコ・ジャイアンツ | サンフランシスコ・ジャイアンツ                                                                 | ニューヨーク・ヤンキース | ニューヨーク・ヤンキース | ニューヨーク・ヤンキース | ニューヨーク・ヤンキース | ニューヨーク・ヤンキース                                                                                      |
| ------------------------------ | ------------------------------ | ------------------------------ | ------------------------------ | ---------------------------------------------------------------------------------------------- | ------------------------ | ------------------------ | ------------------------ | ------------------------ | --- |
| 打順                           | 守備                           | 選手                           | 打席                           | J・マリシャルT・ハラーO・セペダC・ヒラーJ・ダベン · ポートJ・パガンF・アルーW・メイズH・キーン | 打順                     | 守備                     | 選手                     | 打席                     | W・フォードE・ハワードB・スコウロンB・リチャードソンC・ボイヤーT・クーベックT・トレッシュM・マントルR・マリス |
| 1                              | 右                             | H・キーン                      | 右                             | J・マリシャルT・ハラーO・セペダC・ヒラーJ・ダベン · ポートJ・パガンF・アルーW・メイズH・キーン | 1                        | 遊                       | T・クーベック            | 左                       | W・フォードE・ハワードB・スコウロンB・リチャードソンC・ボイヤーT・クーベックT・トレッシュM・マントルR・マリス |
| 2                              | 二                             | C・ヒラー                      | 左                             | J・マリシャルT・ハラーO・セペダC・ヒラーJ・ダベン · ポートJ・パガンF・アルーW・メイズH・キーン | 2                        | 二                       | B・リチャードソン        | 右                       | W・フォードE・ハワードB・スコウロンB・リチャードソンC・ボイヤーT・クーベックT・トレッシュM・マントルR・マリス |
| 3                              | 中                             | W・メイズ                      | 右                             | J・マリシャルT・ハラーO・セペダC・ヒラーJ・ダベン · ポートJ・パガンF・アルーW・メイズH・キーン | 3                        | 左                       | T・トレッシュ            | 両                       | W・フォードE・ハワードB・スコウロンB・リチャードソンC・ボイヤーT・クーベックT・トレッシュM・マントルR・マリス |
| 4                              | 左                             | F・アルー                      | 右                             | J・マリシャルT・ハラーO・セペダC・ヒラーJ・ダベン · ポートJ・パガンF・アルーW・メイズH・キーン | 4                        | 中                       | M・マントル              | 両                       | W・フォードE・ハワードB・スコウロンB・リチャードソンC・ボイヤーT・クーベックT・トレッシュM・マントルR・マリス |
| 5                              | 一                             | O・セペダ                      | 右                             | J・マリシャルT・ハラーO・セペダC・ヒラーJ・ダベン · ポートJ・パガンF・アルーW・メイズH・キーン | 5                        | 右                       | R・マリス                | 左                       | W・フォードE・ハワードB・スコウロンB・リチャードソンC・ボイヤーT・クーベックT・トレッシュM・マントルR・マリス |
| 6                              | 三                             | J・ダベンポート                | 右                             | J・マリシャルT・ハラーO・セペダC・ヒラーJ・ダベン · ポートJ・パガンF・アルーW・メイズH・キーン | 6                        | 捕                       | E・ハワード              | 右                       | W・フォードE・ハワードB・スコウロンB・リチャードソンC・ボイヤーT・クーベックT・トレッシュM・マントルR・マリス |
| 7                              | 捕                             | T・ハラー                      | 左                             | J・マリシャルT・ハラーO・セペダC・ヒラーJ・ダベン · ポートJ・パガンF・アルーW・メイズH・キーン | 7                        | 一                       | B・スコウロン            | 右                       | W・フォードE・ハワードB・スコウロンB・リチャードソンC・ボイヤーT・クーベックT・トレッシュM・マントルR・マリス |
| 8                              | 遊                             | J・パガン                      | 右                             | J・マリシャルT・ハラーO・セペダC・ヒラーJ・ダベン · ポートJ・パガンF・アルーW・メイズH・キーン | 8                        | 三                       | C・ボイヤー              | 右                       | W・フォードE・ハワードB・スコウロンB・リチャードソンC・ボイヤーT・クーベックT・トレッシュM・マントルR・マリス |
| 9                              | 投                             | J・マリシャル                  | 右                             | J・マリシャルT・ハラーO・セペダC・ヒラーJ・ダベン · ポートJ・パガンF・アルーW・メイズH・キーン | 9                        | 投                       | W・フォード              | 左                       | W・フォードE・ハワードB・スコウロンB・リチャードソンC・ボイヤーT・クーベックT・トレッシュM・マントルR・マリス |
| 先発投手                       | 先発投手                       | 先発投手                       | 投球                           | J・マリシャルT・ハラーO・セペダC・ヒラーJ・ダベン · ポートJ・パガンF・アルーW・メイズH・キーン | 先発投手                 | 先発投手                 | 先発投手                 | 投球                     | W・フォードE・ハワードB・スコウロンB・リチャードソンC・ボイヤーT・クーベックT・トレッシュM・マントルR・マリス |
| J・マリシャル                  | J・マリシャル                  | J・マリシャル                  | 右                             | J・マリシャルT・ハラーO・セペダC・ヒラーJ・ダベン · ポートJ・パガンF・アルーW・メイズH・キーン | W・フォード              | W・フォード              | W・フォード              | 左                       | W・フォードE・ハワードB・スコウロンB・リチャードソンC・ボイヤーT・クーベックT・トレッシュM・マントルR・マリス |

### 第5戦 10月10日
- ヤンキー・スタジアム（ニューヨーク州ニューヨーク市ブロンクス区）

|                                | 1 | 2 | 3 | 4 | 5 | 6 | 7 | 8 | 9 | R | H | E |
| ------------------------------ | - | - | - | - | - | - | - | - | - | - | - | - |
| サンフランシスコ・ジャイアンツ | 0 | 0 | 1 | 0 | 1 | 0 | 0 | 0 | 1 | 3 | 8 | 2 |
| ニューヨーク・ヤンキース       | 0 | 0 | 0 | 1 | 0 | 1 | 0 | 3 | X | 5 | 6 | 0 |

1. 勝利：ラルフ・テリー（1勝1敗）
2. 敗戦：ジャック・サンフォード（1勝1敗）
3. 本塁打
SF：ホセ・パガン1号ソロ
NYY：トム・トレッシュ1号3ラン
4. 審判
［球審］アル・バーリック（NL）
［塁審］一塁: チャーリー・ベリー（AL）、二塁: スタン・ランズ（NL）、三塁: ジム・ホノチック（AL）
［外審］左翼: ハンク・ソアー（AL）、右翼: ケン・バークハート（NL）
5. 試合時間: 2時間42分  観客: 6万3165人
詳細: MLB.com Gameday / Baseball-Reference.com

| サンフランシスコ・ジャイアンツ | サンフランシスコ・ジャイアンツ | サンフランシスコ・ジャイアンツ | サンフランシスコ・ジャイアンツ | サンフランシスコ・ジャイアンツ                                                                       | ニューヨーク・ヤンキース | ニューヨーク・ヤンキース | ニューヨーク・ヤンキース | ニューヨーク・ヤンキース | ニューヨーク・ヤンキース                                                                                    |
| ------------------------------ | ------------------------------ | ------------------------------ | ------------------------------ | --- | ------------------------ | ------------------------ | ------------------------ | ------------------------ | --- |
| 打順                           | 守備                           | 選手                           | 打席                           | J・サンフォードT・ハラーW・マッコビーC・ヒラーJ・ダベン · ポートJ・パガンF・アルーW・メイズM・アルー | 打順                     | 守備                     | 選手                     | 打席                     | R・テリーE・ハワードB・スコウロンB・リチャードソンC・ボイヤーT・クーベックT・トレッシュM・マントルR・マリス |
| 1                              | 二                             | C・ヒラー                      | 左                             | J・サンフォードT・ハラーW・マッコビーC・ヒラーJ・ダベン · ポートJ・パガンF・アルーW・メイズM・アルー | 1                        | 遊                       | T・クーベック            | 左                       | R・テリーE・ハワードB・スコウロンB・リチャードソンC・ボイヤーT・クーベックT・トレッシュM・マントルR・マリス |
| 2                              | 三                             | J・ダベンポート                | 右                             | J・サンフォードT・ハラーW・マッコビーC・ヒラーJ・ダベン · ポートJ・パガンF・アルーW・メイズM・アルー | 2                        | 二                       | B・リチャードソン        | 右                       | R・テリーE・ハワードB・スコウロンB・リチャードソンC・ボイヤーT・クーベックT・トレッシュM・マントルR・マリス |
| 3                              | 右                             | M・アルー                      | 左                             | J・サンフォードT・ハラーW・マッコビーC・ヒラーJ・ダベン · ポートJ・パガンF・アルーW・メイズM・アルー | 3                        | 左                       | T・トレッシュ            | 両                       | R・テリーE・ハワードB・スコウロンB・リチャードソンC・ボイヤーT・クーベックT・トレッシュM・マントルR・マリス |
| 4                              | 中                             | W・メイズ                      | 右                             | J・サンフォードT・ハラーW・マッコビーC・ヒラーJ・ダベン · ポートJ・パガンF・アルーW・メイズM・アルー | 4                        | 中                       | M・マントル              | 両                       | R・テリーE・ハワードB・スコウロンB・リチャードソンC・ボイヤーT・クーベックT・トレッシュM・マントルR・マリス |
| 5                              | 一                             | W・マッコビー                  | 左                             | J・サンフォードT・ハラーW・マッコビーC・ヒラーJ・ダベン · ポートJ・パガンF・アルーW・メイズM・アルー | 5                        | 右                       | R・マリス                | 左                       | R・テリーE・ハワードB・スコウロンB・リチャードソンC・ボイヤーT・クーベックT・トレッシュM・マントルR・マリス |
| 6                              | 左                             | F・アルー                      | 右                             | J・サンフォードT・ハラーW・マッコビーC・ヒラーJ・ダベン · ポートJ・パガンF・アルーW・メイズM・アルー | 6                        | 捕                       | E・ハワード              | 右                       | R・テリーE・ハワードB・スコウロンB・リチャードソンC・ボイヤーT・クーベックT・トレッシュM・マントルR・マリス |
| 7                              | 捕                             | T・ハラー                      | 左                             | J・サンフォードT・ハラーW・マッコビーC・ヒラーJ・ダベン · ポートJ・パガンF・アルーW・メイズM・アルー | 7                        | 一                       | B・スコウロン            | 右                       | R・テリーE・ハワードB・スコウロンB・リチャードソンC・ボイヤーT・クーベックT・トレッシュM・マントルR・マリス |
| 8                              | 遊                             | J・パガン                      | 右                             | J・サンフォードT・ハラーW・マッコビーC・ヒラーJ・ダベン · ポートJ・パガンF・アルーW・メイズM・アルー | 8                        | 三                       | C・ボイヤー              | 右                       | R・テリーE・ハワードB・スコウロンB・リチャードソンC・ボイヤーT・クーベックT・トレッシュM・マントルR・マリス |
| 9                              | 投                             | J・サンフォード                | 右                             | J・サンフォードT・ハラーW・マッコビーC・ヒラーJ・ダベン · ポートJ・パガンF・アルーW・メイズM・アルー | 9                        | 投                       | R・テリー                | 右                       | R・テリーE・ハワードB・スコウロンB・リチャードソンC・ボイヤーT・クーベックT・トレッシュM・マントルR・マリス |
| 先発投手                       | 先発投手                       | 先発投手                       | 投球                           | J・サンフォードT・ハラーW・マッコビーC・ヒラーJ・ダベン · ポートJ・パガンF・アルーW・メイズM・アルー | 先発投手                 | 先発投手                 | 先発投手                 | 投球                     | R・テリーE・ハワードB・スコウロンB・リチャードソンC・ボイヤーT・クーベックT・トレッシュM・マントルR・マリス |
| J・サンフォード                | J・サンフォード                | J・サンフォード                | 右                             | J・サンフォードT・ハラーW・マッコビーC・ヒラーJ・ダベン · ポートJ・パガンF・アルーW・メイズM・アルー | R・テリー                | R・テリー                | R・テリー                | 右                       | R・テリーE・ハワードB・スコウロンB・リチャードソンC・ボイヤーT・クーベックT・トレッシュM・マントルR・マリス |

### 第6戦 10月15日
- キャンドルスティック・パーク（カリフォルニア州サンフランシスコ）

|                                | 1 | 2 | 3 | 4 | 5 | 6 | 7 | 8 | 9 | R | H  | E |
| ------------------------------ | - | - | - | - | - | - | - | - | - | - | -- | - |
| ニューヨーク・ヤンキース       | 0 | 0 | 0 | 0 | 1 | 0 | 0 | 1 | 0 | 2 | 3  | 2 |
| サンフランシスコ・ジャイアンツ | 0 | 0 | 0 | 3 | 2 | 0 | 0 | 0 | X | 5 | 10 | 1 |

1. 勝利：ビリー・ピアース（1勝1敗）
2. 敗戦：ホワイティー・フォード（1勝1敗）
3. 本塁打
NYY：ロジャー・マリス1号ソロ
4. 審判
［球審］チャーリー・ベリー（AL）
［塁審］一塁: スタン・ランズ（NL）、二塁: ジム・ホノチック（AL）、三塁: アル・バーリック（NL）
［外審］左翼: ケン・バークハート（NL）、右翼: ハンク・ソアー（AL）
5. 試合時間: 2時間  観客: 4万3948人
詳細: MLB.com Gameday / Baseball-Reference.com

| ニューヨーク・ヤンキース | ニューヨーク・ヤンキース | ニューヨーク・ヤンキース | ニューヨーク・ヤンキース | ニューヨーク・ヤンキース                                                                                      | サンフランシスコ・ジャイアンツ | サンフランシスコ・ジャイアンツ | サンフランシスコ・ジャイアンツ | サンフランシスコ・ジャイアンツ | サンフランシスコ・ジャイアンツ                                                                 |
| ------------------------ | ------------------------ | ------------------------ | ------------------------ | --- | ------------------------------ | ------------------------------ | ------------------------------ | ------------------------------ | ---------------------------------------------------------------------------------------------- |
| 打順                     | 守備                     | 選手                     | 打席                     | W・フォードE・ハワードB・スコウロンB・リチャードソンC・ボイヤーT・クーベックT・トレッシュM・マントルR・マリス | 打順                           | 守備                           | 選手                           | 打席                           | B・ピアースE・ベイリーO・セペダC・ヒラーJ・ダベン · ポートJ・パガンH・キーンW・メイズF・アルー |
| 1                        | 遊                       | T・クーベック            | 左                       | W・フォードE・ハワードB・スコウロンB・リチャードソンC・ボイヤーT・クーベックT・トレッシュM・マントルR・マリス | 1                              | 左                             | H・キーン                      | 右                             | B・ピアースE・ベイリーO・セペダC・ヒラーJ・ダベン · ポートJ・パガンH・キーンW・メイズF・アルー |
| 2                        | 二                       | B・リチャードソン        | 右                       | W・フォードE・ハワードB・スコウロンB・リチャードソンC・ボイヤーT・クーベックT・トレッシュM・マントルR・マリス | 2                              | 二                             | C・ヒラー                      | 左                             | B・ピアースE・ベイリーO・セペダC・ヒラーJ・ダベン · ポートJ・パガンH・キーンW・メイズF・アルー |
| 3                        | 左                       | T・トレッシュ            | 両                       | W・フォードE・ハワードB・スコウロンB・リチャードソンC・ボイヤーT・クーベックT・トレッシュM・マントルR・マリス | 3                              | 右                             | F・アルー                      | 右                             | B・ピアースE・ベイリーO・セペダC・ヒラーJ・ダベン · ポートJ・パガンH・キーンW・メイズF・アルー |
| 4                        | 中                       | M・マントル              | 両                       | W・フォードE・ハワードB・スコウロンB・リチャードソンC・ボイヤーT・クーベックT・トレッシュM・マントルR・マリス | 4                              | 中                             | W・メイズ                      | 右                             | B・ピアースE・ベイリーO・セペダC・ヒラーJ・ダベン · ポートJ・パガンH・キーンW・メイズF・アルー |
| 5                        | 右                       | R・マリス                | 左                       | W・フォードE・ハワードB・スコウロンB・リチャードソンC・ボイヤーT・クーベックT・トレッシュM・マントルR・マリス | 5                              | 一                             | O・セペダ                      | 右                             | B・ピアースE・ベイリーO・セペダC・ヒラーJ・ダベン · ポートJ・パガンH・キーンW・メイズF・アルー |
| 6                        | 捕                       | E・ハワード              | 右                       | W・フォードE・ハワードB・スコウロンB・リチャードソンC・ボイヤーT・クーベックT・トレッシュM・マントルR・マリス | 6                              | 三                             | J・ダベンポート                | 右                             | B・ピアースE・ベイリーO・セペダC・ヒラーJ・ダベン · ポートJ・パガンH・キーンW・メイズF・アルー |
| 7                        | 一                       | B・スコウロン            | 右                       | W・フォードE・ハワードB・スコウロンB・リチャードソンC・ボイヤーT・クーベックT・トレッシュM・マントルR・マリス | 7                              | 捕                             | E・ベイリー                    | 左                             | B・ピアースE・ベイリーO・セペダC・ヒラーJ・ダベン · ポートJ・パガンH・キーンW・メイズF・アルー |
| 8                        | 三                       | C・ボイヤー              | 右                       | W・フォードE・ハワードB・スコウロンB・リチャードソンC・ボイヤーT・クーベックT・トレッシュM・マントルR・マリス | 8                              | 遊                             | J・パガン                      | 右                             | B・ピアースE・ベイリーO・セペダC・ヒラーJ・ダベン · ポートJ・パガンH・キーンW・メイズF・アルー |
| 9                        | 投                       | W・フォード              | 左                       | W・フォードE・ハワードB・スコウロンB・リチャードソンC・ボイヤーT・クーベックT・トレッシュM・マントルR・マリス | 9                              | 投                             | B・ピアース                    | 左                             | B・ピアースE・ベイリーO・セペダC・ヒラーJ・ダベン · ポートJ・パガンH・キーンW・メイズF・アルー |
| 先発投手                 | 先発投手                 | 先発投手                 | 投球                     | W・フォードE・ハワードB・スコウロンB・リチャードソンC・ボイヤーT・クーベックT・トレッシュM・マントルR・マリス | 先発投手                       | 先発投手                       | 先発投手                       | 投球                           | B・ピアースE・ベイリーO・セペダC・ヒラーJ・ダベン · ポートJ・パガンH・キーンW・メイズF・アルー |
| W・フォード              | W・フォード              | W・フォード              | 左                       | W・フォードE・ハワードB・スコウロンB・リチャードソンC・ボイヤーT・クーベックT・トレッシュM・マントルR・マリス | B・ピアース                    | B・ピアース                    | B・ピアース                    | 左                             | B・ピアースE・ベイリーO・セペダC・ヒラーJ・ダベン · ポートJ・パガンH・キーンW・メイズF・アルー |

### 第7戦 10月16日
- キャンドルスティック・パーク（カリフォルニア州サンフランシスコ）

|                                | 1 | 2 | 3 | 4 | 5 | 6 | 7 | 8 | 9 | R | H | E |
| ------------------------------ | - | - | - | - | - | - | - | - | - | - | - | - |
| ニューヨーク・ヤンキース       | 0 | 0 | 0 | 0 | 1 | 0 | 0 | 0 | 0 | 1 | 7 | 0 |
| サンフランシスコ・ジャイアンツ | 0 | 0 | 0 | 0 | 0 | 0 | 0 | 0 | 0 | 0 | 4 | 1 |

1. 勝利：ラルフ・テリー（2勝1敗）
2. 敗戦：ジャック・サンフォード（1勝2敗）
3. 審判
［球審］スタン・ランズ（NL）
［塁審］一塁: ジム・ホノチック（AL）、二塁: アル・バーリック（NL）、三塁: チャーリー・ベリー（AL）
［外審］左翼: ケン・バークハート（NL）、右翼: ハンク・ソアー（AL）
4. 試合時間: 2時間29分  観客: 4万3948人
詳細: MLB.com Gameday / Baseball-Reference.com

| ニューヨーク・ヤンキース | ニューヨーク・ヤンキース | ニューヨーク・ヤンキース | ニューヨーク・ヤンキース | ニューヨーク・ヤンキース                                                                                    | サンフランシスコ・ジャイアンツ | サンフランシスコ・ジャイアンツ | サンフランシスコ・ジャイアンツ | サンフランシスコ・ジャイアンツ | サンフランシスコ・ジャイアンツ                                                                       |
| ------------------------ | ------------------------ | ------------------------ | ------------------------ | --- | ------------------------------ | ------------------------------ | ------------------------------ | ------------------------------ | --- |
| 打順                     | 守備                     | 選手                     | 打席                     | R・テリーE・ハワードB・スコウロンB・リチャードソンC・ボイヤーT・クーベックT・トレッシュM・マントルR・マリス | 打順                           | 守備                           | 選手                           | 打席                           | J・サンフォードT・ハラーO・セペダC・ヒラーJ・ダベン · ポートJ・パガンW・マッコビーW・メイズF・アルー |
| 1                        | 遊                       | T・クーベック            | 左                       | R・テリーE・ハワードB・スコウロンB・リチャードソンC・ボイヤーT・クーベックT・トレッシュM・マントルR・マリス | 1                              | 右                             | F・アルー                      | 右                             | J・サンフォードT・ハラーO・セペダC・ヒラーJ・ダベン · ポートJ・パガンW・マッコビーW・メイズF・アルー |
| 2                        | 二                       | B・リチャードソン        | 右                       | R・テリーE・ハワードB・スコウロンB・リチャードソンC・ボイヤーT・クーベックT・トレッシュM・マントルR・マリス | 2                              | 二                             | C・ヒラー                      | 左                             | J・サンフォードT・ハラーO・セペダC・ヒラーJ・ダベン · ポートJ・パガンW・マッコビーW・メイズF・アルー |
| 3                        | 左                       | T・トレッシュ            | 両                       | R・テリーE・ハワードB・スコウロンB・リチャードソンC・ボイヤーT・クーベックT・トレッシュM・マントルR・マリス | 3                              | 中                             | W・メイズ                      | 右                             | J・サンフォードT・ハラーO・セペダC・ヒラーJ・ダベン · ポートJ・パガンW・マッコビーW・メイズF・アルー |
| 4                        | 中                       | M・マントル              | 両                       | R・テリーE・ハワードB・スコウロンB・リチャードソンC・ボイヤーT・クーベックT・トレッシュM・マントルR・マリス | 4                              | 左                             | W・マッコビー                  | 左                             | J・サンフォードT・ハラーO・セペダC・ヒラーJ・ダベン · ポートJ・パガンW・マッコビーW・メイズF・アルー |
| 5                        | 右                       | R・マリス                | 左                       | R・テリーE・ハワードB・スコウロンB・リチャードソンC・ボイヤーT・クーベックT・トレッシュM・マントルR・マリス | 5                              | 一                             | O・セペダ                      | 右                             | J・サンフォードT・ハラーO・セペダC・ヒラーJ・ダベン · ポートJ・パガンW・マッコビーW・メイズF・アルー |
| 6                        | 捕                       | E・ハワード              | 右                       | R・テリーE・ハワードB・スコウロンB・リチャードソンC・ボイヤーT・クーベックT・トレッシュM・マントルR・マリス | 6                              | 捕                             | T・ハラー                      | 左                             | J・サンフォードT・ハラーO・セペダC・ヒラーJ・ダベン · ポートJ・パガンW・マッコビーW・メイズF・アルー |
| 7                        | 一                       | B・スコウロン            | 右                       | R・テリーE・ハワードB・スコウロンB・リチャードソンC・ボイヤーT・クーベックT・トレッシュM・マントルR・マリス | 7                              | 三                             | J・ダベンポート                | 右                             | J・サンフォードT・ハラーO・セペダC・ヒラーJ・ダベン · ポートJ・パガンW・マッコビーW・メイズF・アルー |
| 8                        | 三                       | C・ボイヤー              | 右                       | R・テリーE・ハワードB・スコウロンB・リチャードソンC・ボイヤーT・クーベックT・トレッシュM・マントルR・マリス | 8                              | 遊                             | J・パガン                      | 右                             | J・サンフォードT・ハラーO・セペダC・ヒラーJ・ダベン · ポートJ・パガンW・マッコビーW・メイズF・アルー |
| 9                        | 投                       | R・テリー                | 右                       | R・テリーE・ハワードB・スコウロンB・リチャードソンC・ボイヤーT・クーベックT・トレッシュM・マントルR・マリス | 9                              | 投                             | J・サンフォード                | 右                             | J・サンフォードT・ハラーO・セペダC・ヒラーJ・ダベン · ポートJ・パガンW・マッコビーW・メイズF・アルー |
| 先発投手                 | 先発投手                 | 先発投手                 | 投球                     | R・テリーE・ハワードB・スコウロンB・リチャードソンC・ボイヤーT・クーベックT・トレッシュM・マントルR・マリス | 先発投手                       | 先発投手                       | 先発投手                       | 投球                           | J・サンフォードT・ハラーO・セペダC・ヒラーJ・ダベン · ポートJ・パガンW・マッコビーW・メイズF・アルー |
| R・テリー                | R・テリー                | R・テリー                | 右                       | R・テリーE・ハワードB・スコウロンB・リチャードソンC・ボイヤーT・クーベックT・トレッシュM・マントルR・マリス | J・サンフォード                | J・サンフォード                | J・サンフォード                | 右                             | J・サンフォードT・ハラーO・セペダC・ヒラーJ・ダベン · ポートJ・パガンW・マッコビーW・メイズF・アルー |